# Кайякс, Владимир Карлович
Владимир Карлович Кайякс (латыш. Vladimirs Kaijaks; 2 сентября 1930, Цесис — 12 сентября 2013, Стабурагс) — советский латышский писатель.

## Биография
Родился в 1930 году в городе Цесис, Латвия. Окончив школу-семилетку, начал трудовую деятельность — работал лесорубом, в 1950 году окончил 50-ю Рижскую вечернюю школу рабочей молодежи, до 1954 года работал пионервожатым в 28-й школе Риги.
В 1954—1959 годах был редактором и внештатным корреспондентом Радиокомитета Латвийской ССР.
Затем — на творческой работе. В 1978—1981 годах был референтом Союза писателей Латвийской ССР.
Жил в Риге в доме по адресу ул. Весетас, 8 — построенном в советское время на средства литературного фонда для писателей. Жил на одном этаже с Валентином Пикулем (он с 1962 года жил в Риге), по словам жены Пикуля, он читал почти все книги Кайякса, которые тот по-соседски дарил ему, а по прочтении какого-то его детектива сказал: «И как у него всё так ловко получается? Я бы так не смог написать».
Был женат на латышской писательнице Маре Свире.
В последние годы жизни жил в деревушке Стабурагс.
Умер в 2013 году.

## Творчество
Автор 27 книг на латышском языке, некоторые из которых переведены на русский язык.
Первое произведение — поэма «Kolhoza tirgus» («Колхозный рынок») была опубликована в приложении к рижской газете «Советская Молодежь» № 5 за ноябрь 1949 года.
В 1964 году была издана первая его книга.
За рассказ «Цилда» награждён Премией Вейденбаума (1990).
Последний его роман «Vēstule» («Письмо») остался неоконченным, в редакции и дополненный его женой писательницей Маре Свире был издан в 2016 году.
Работал в разных жанрах — писал рассказы, новеллы, романы, детективы, киносценарии. Но наиболее известен как автор фэнтези и ужасов.

Другого такого писателя, как Владимир Кайякс, отыскать будет трудно. Развитие, перемены происходят, конечно, в творчестве каждого художника, со временем оттачивается его художественный почерк: что-то приходит, укрепляется, а что-то отпадает, но само ядро сохраняется все же неизменным. Книги же Владимира Кайякса настолько отличаются одна от другой, что, не прочитав на обложках имя автора, никогда не подумал бы, что создал их один и тот же писатель.— Харийс Хирш, журнал «Родник» (Рига), 1988, № 7.-стр. 13

Владимир Кайякс был многогранным писателем, начинавшим свою литературную деятельность как поэт, но позже полностью посвятившим себя прозе — рассказам, повестям, романам — и писавшим на самые разные темы. Основу его творчества включают в себя детективные романы, а также большой рассказ о семье. Однако, с точки зрения литературных достоинств, наиболее интересную часть его творчества составляют рассказы и повести, связанные с жанрами ужаса и фэнтези, которые являются причиной того, что Кайдакса можно назвать «латышским Стивеном Кингом» — хотя временами его творчество также обнаруживает сходство с метафорическим и пугающим миром Франца Кафки. Кайякс — один из очень немногих латышских авторов, написавших литературу такого типа, и до сих пор никто его не превзошёл.— Latvian Literature

### Экранизации, сценарии
- 1973 — Шах королеве бриллиантов / Šahs briljantu karalienei — сценарист
- 1976 — Под опрокинутым месяцем / Zem apgāztā mēness — сценарист
- 1986 — Страх / Bailes — по одноимённому рассказу, также сценарист
- 1992 — Паук / Zirneklis — по одноимённому рассказу, также сценарист